# 长征街道 (商丘市)
长征街道，是中华人民共和国河南省商丘市梁园区下辖的一个乡镇级行政单位。

## 行政区划
长征街道下辖以下地区：
长征社区、外贸社区、凯中社区、供销社区、货场东路社区、凯旋商城社区、九天社区、市运输社区和福源社区。